# زامرن
زامرن (به آلمانی: Samern) یک شهر در آلمان است که در گرافشافت بنتهایم واقع شده‌است. زامرن ۶۹۹ نفر جمعیت دارد.